# Chuck Burgi
Chuck Burgi (Montclair, 15 agosto 1952) è un batterista statunitense noto per essere il batterista della band di Billy Joel, e per aver fatto parte di band storiche quali Brand X, Rainbow e Blue Öyster Cult.

## Biografia
Suo fratello Richard è un attore.

## Discografia
Con i Brand X 
- 1978 - "Masques"

 Con gli Hall & Oates 
- 1980 - "Voices"
- 1981 - "Private Eyes"

 Con Michael Bolton 
- 1983 - "Michael Bolton"

 Con i Rainbow 
- 1983 - "Bent Out of Shape"
- 1986 - "Finyl Vinyl"

 Con Joe Lynn Turner 
- 1985 - "Rescue You"

 Con i Blue Öyster Cult 
- 1998 - "Heaven Forbid"